# نیکولائه ناگا

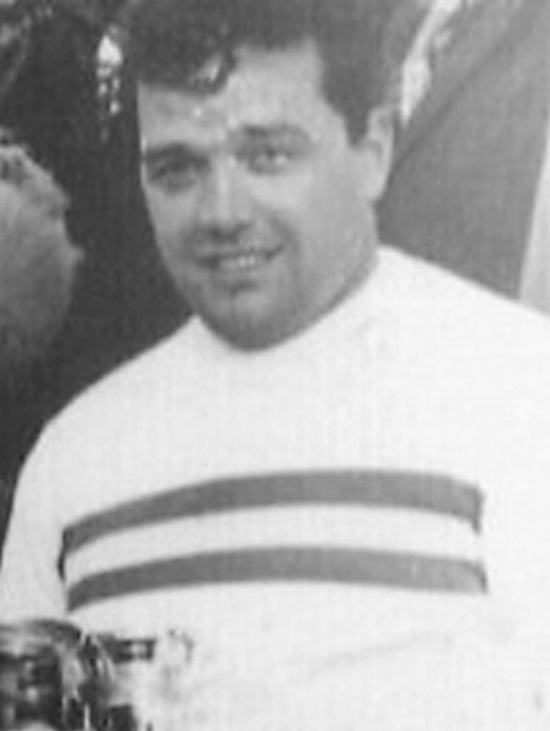
نیکولائه ناگا - ۱۹۶۰

نیکولائه ناگا (انگلیسی: Nicolae Neagoe؛ زادهٔ ۲ اوت ۱۹۴۱)از برندگان مدال‌های بازی‌های المپیک اهل رومانی است.